# 张清德
张清德（1927年—），男，山东滨州人，中国药物化学家，曾任内蒙古医学院教授，中国药学会理事，农工党内蒙古自治区委副主任委员，第七、八届全国政协委员。